# Baldriga petita
La baldriga petita (Puffinus assimilis) és un ocell marí de la família dels procel·làrids (Procellariidae) que viu als oceans de l'hemisferi sud.

## Morfologia
- Petita baldriga que fa 25 – 30 cm de llargària, amb una envergadura de 58 – 67 cm. Cua curta.
- De color negre pissarra per sobre i coll, galtes i parts inferiors blanques. També són blanques les infracobertores caudals i la superfície inferior de l'ala.
- Bec i potes negre blavós.

## Alimentació
S'alimenta de peixos i mol·luscs. No tenen el costum de seguir els vaixells.

## Reproducció
Es reprodueix en caus, formant colònies, a les illes i penya-segats costaners, que només són visitades a la nit per evitar la depredació de grans gavines. Si bé és silenciós al mar, a les colònies de cria hom poden escoltar estridents cloquejos.

## Llista de subespècies
Es descriuen 4 subespècies:
- P. a. assimilis Gould 1838. Cria a les illes Norfolk i Lord Howe.
- P. a. haurakiensis Fleming,CA et Serventy 1943. Illots propers a la costa de l'Illa del Nord de Nova Zelanda.
- P. a. kermadecensis Murphy 1927. Cria a les illes Kermadec.
- P. a. tunneyi Mathews 1912. Illes properes a la costa sud-oest d'Austràlia.

Aquesta espècie ha estat considerada coespecífica de la baldriga subantàrtica (Puffinus elegans), que avui es classifica com una espècie de ple dret, arran treballs recents.

Altres poblacions de baldrigues s'han considerat subespècies de Puffinus assimilis, és el cas dels taxons boydi i baroli, de l'Atlàntic nord però estudis de seqüències del citòcrom b de l'ADNmt, han propiciat que aquests dos grups es classifiquin com a subespècies de Puffinus baroli.

També s'ha reconegut dins aquesta espècie el tàxon myrtae, que actualment és considerat una subespècie de Puffinus newelli.